# 金矛
金矛（1942年—），浙江诸暨人，生于北京市，中国人民解放军将领、中国人民解放军海军中将。原中共中央统战部副部长金城之子。 
毕业于哈尔滨军事工程学院船舶工程专业，是中共党员。2003年，授予中国人民解放军海军中将，曾任海军副司令员兼装备部部长。2008年，担任全国人大外事委员会委员。